# Litoria dorsalis
Espèce
Statut de conservation UICN

 LC  : Préoccupation mineure
Litoria dorsalis est une espèce d'amphibiens de la famille des Pelodryadidae.

## Répartition
Cette espèce est endémique de Papouasie-Nouvelle-Guinée. Elle se rencontre dans les plaines du sud dans les provinces ouest et du Golfe en dessous de 100 m d'altitude dans le bassin de la Fly river et de la Lakekamu River.
Sa présence est incertaine en Nouvelle-Guinée occidentale.

## Publication originale
- Macleay, 1878 : The Batrachians of the "Chevert" Expedition. Proceedings of the Linnean Society of New South Wales, vol. 2, p. 135-138 (texte intégral).